# Przymierze z bronią
Przymierze z bronią – amerykański kryminał z 1998 roku.

## Główne role
- William Petersen – Jake Bridges
- Michael Wincott – Frankie McGregor
- Michael Byrne – Lange
- Meat Loaf – Lew Collins
- Diane Lane – Melissa
- Christopher Wiehl – Tim
- Eric Schaeffer – Gwynne
- Kevin Gage – Ward
- John Fleck – Willis
- Badja Djola – Abel
- Benjamin Lum – Kwai
- Natalie Canerday – Jan
- Eric Schaeffer – Gwynne